# Argenteis hastis pugnare

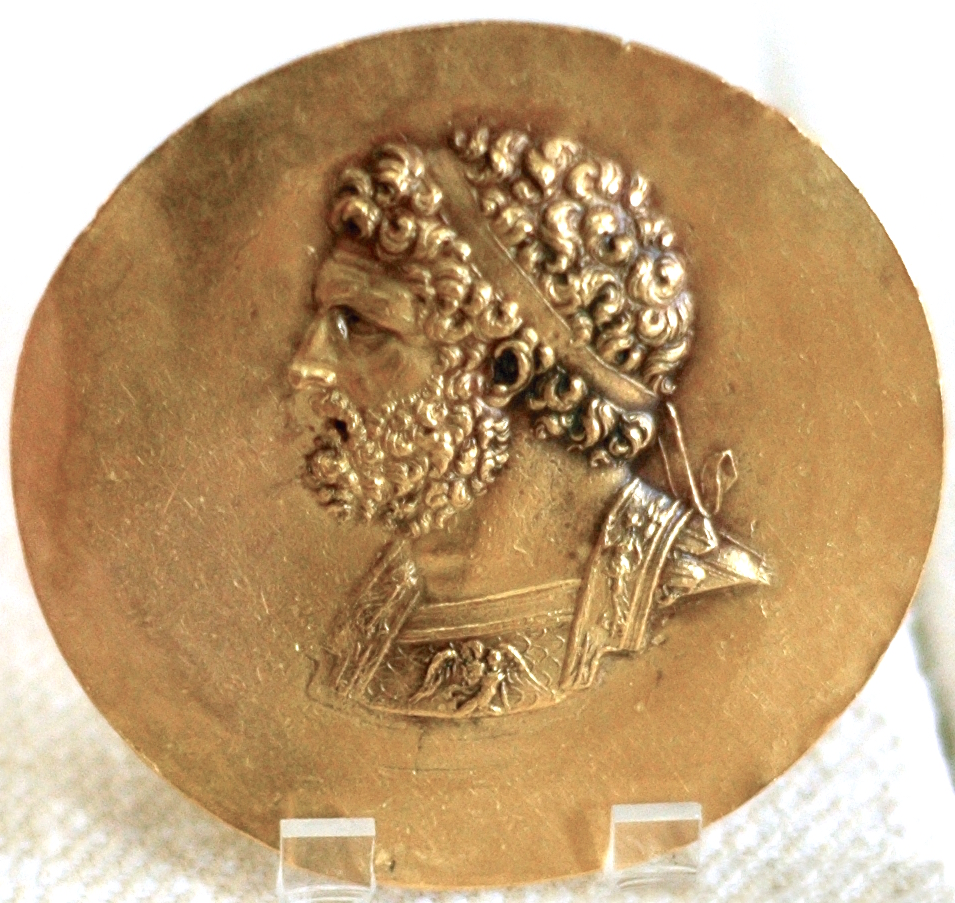
Філіп II Македонський, якому було напророчено перемоги за допомогою срібних списів

Argenteis hastis pugnare —  латинський крилатий вислів. Дослівно перекладається як «боротися срібними списами». Означає добиватися свого шляхом підкупу.
Приказку пов'язують з відповіддю  Піфії, жриці храму Аполлона в  Дельфах, на питання царя  Македонії  Філіпа, батька  Олександра Великого, як домогтися перемоги над сусідніми державами: «Бийся срібними списами, і ти всюди переможеш». Згодом Філіп, раніше сусідів почав карбувати золоту монету, підпорядковував один за іншим грецькі міста, кажучи, що немає такої неприступної фортеці, куди не зміг би увійти віслючок, навантажений золотом.
Споріднений англійський вираз:  en: Golden Cavalry of St George, «Золота Кавалерія св. Георгія».